# Secret Ceremony/No Time to Cast Anchor
『Secret Ceremony/No Time to Cast Anchor』（シークレット・セレモニー/ノー・タイム・トゥー・キャスト・アンカー）は常田大希が主宰する音楽プロジェクト・millennium paradeの3枚目のシングル。2022年6月1日にフライングドッグから発売された。
楽曲はNetflixで独占配信されるアニメーション「攻殻機動隊 SAC 2045」のオープニングテーマ/エンディングテーマにそれぞれ起用された。CDの発売に先駆け、楽曲は2022年5月20日/5月27日にそれぞれデジタルシングルとして各種音楽配信・ストリーミングサービス媒体でリリースされた。

## 背景
Secret Ceremonyは元々MVが公開予定であったが、現在の世界情勢に配慮した結果、映像に戦争を想起させる描写が含まれているとされMVは公開されないこととなった。
現在はそのMVの代わりにNetflixオリジナルアニメ「攻殻機動隊 SAC_2045 シーズン2」のOP映像が公開されている。

## メディアでの使用
Secret Ceremony
『攻殻機動隊 SAC_2045』シーズン2オープニングテーマ
No Time to Cast Anchor
『攻殻機動隊 SAC_2045』シーズン2エンディングテーマ

## 収録曲

### トラックリスト
| #  | タイトル                                 | 作詞   | 作曲          | 編曲 |
| -- | ---------------------------------------- | ------ | ------------- | ---- |
| 1. | 「Secret Ceremony」                      | ermhoi | Daiki Tsuneta |      |
| 2. | 「No Time to Cast Anchor」               | ermhoi | Daiki Tsuneta |      |
| 3. | 「Secret Ceremony」(Instrumental)        |        |               |      |
| 4. | 「No Time to Cast Anchor」(Instrumental) |        |               |      |

### 完全生産限定盤・限定盤Blu-ray
- millennium parade Live at Splendour XR

1. NEHAN
2. Fly with me
3. Bon Dance
4. SNIP
5. 2992
6. Slumberland -millennium parade ver-
7. WWW
8. Plankton
9. lost and found
10. Call me